# Glacier-Nationalpark (Kanada)
|                       | Jan   | Feb   | Mär   | Apr  | Mai  | Jun  | Jul  | Aug  | Sep  | Okt   | Nov   | Dez   |   |         |
| Mittl. Tagesmax. (°C) | −6,1  | −3,5  | 1,9   | 6,6  | 11,1 | 16,4 | 19,8 | 19,7 | 13,5 | 4,9   | −2,6  | −7    | ⌀ | 6,3     |
| Mittl. Tagesmin. (°C) | −10,5 | −9,7  | −6,1  | −2,5 | 0,4  | 4,2  | 6,3  | 5,8  | 2,5  | −1,3  | −6,3  | −11,2 | ⌀ | −2,3    |
|                       |       |       |       |      |      |      |      |      |      |       |       |       |   |         |
| Niederschlag (mm)     | 220,2 | 133,6 | 109,5 | 81,1 | 75,4 | 89,9 | 94,7 | 87,8 | 90,9 | 138,1 | 196,8 | 176,8 | Σ | 1.494,8 |

| −10,5 |

| −9,7 |

| −6,1 |

| −2,5 |

| 0,4 |

| 4,2 |

| 6,3 |

| 5,8 |

| 2,5 |

| −1,3 |

| −6,3 |

| −11,2 |

| −10,5 |

| −9,7 |

| −6,1 |

| −2,5 |

| 0,4 |

| 4,2 |

| 6,3 |

| 5,8 |

| 2,5 |

| −1,3 |

| −6,3 |

| −11,2 |

Der Glacier-Nationalpark (englisch Glacier National Park of Canada, französisch Parc national du Canada des Glaciers) ist einer von sieben Nationalparks in der kanadischen Provinz British Columbia. Der Park liegt etwa 18 Kilometer östlich des Mount-Revelstoke-Nationalparks und ist 1349 km² groß. Der Glacier-Nationalpark liegt großteils in den Selkirk Mountains und zu einem kleineren Teil in den Purcell Mountains, zwei Bergketten der Columbia Mountains. Über 50 % der Parkfläche liegen oberhalb der Baumgrenze von 2000 Metern, zwölf Prozent des Parks sind ganzjährig von Eis und Gletschern bedeckt. Im Park fallen bis zu 17 Meter Neuschnee pro Jahr, diese Schneemengen gehören zu den ergiebigsten der Welt und speisen die über 400 Gletscher. Mitten durch den Park führt der Trans-Canada-Highway über den Rogers Pass, der wegen seiner Bedeutung beim Bau der ersten transkontinentalen Eisenbahn durch die Canadian Pacific Railway als National Historic Site of Canada geschützt ist. Bei dem Park handelt es sich um ein Schutzgebiet der IUCN-Kategorie II (National Park), welcher von Parks Canada, einer Crown Agency (Bundesbehörde), verwaltet wird. Im US-Bundesstaat Montana gibt es einen weiteren Nationalpark mit dem Namen Glacier.

## Geologie
Der Park liegt hauptsächlich in den Selkirk Mountains, einer Bergkette der Columbia Mountains. Das Gebirge begann sich vor 175 Millionen Jahren aufzufalten und ist damit älter als die östlich angrenzenden Rocky Mountains. Ein Teil der Berge bestand aus Sedimenten, die durch Druck zu Schiefer und Quarzit wurden und heute die schroffen Gipfel des Sir Donald, des Mount Rogers, des Mount Tupper und anderer Berge im Park bilden. Die durch die Gebirgsfaltung entstandenen Bruchlinien bildeten tief eingeschnittene Täler. Der Beaver River in der östlichen Parkhälfte trennt die Selkirk Mountains von den Purcell Mountains. Höchster Berg im Park ist der 3390 m hohe Mount Dawson. Im Balu Valley liegt die 1904 entdeckte Nakimu Cave, ein Höhlensystem, das bisher auf 5900 Meter Länge erforscht wurde und zu den größten Kanadas gehört. Die Höhle liegt in einer Kalksteinschicht und wurde durch Regen- und Schmelzwasser des Cougar Brook gebildet, der in den Höhlen verschwindet.

## Klima
Vom Pazifik ziehen milde, niederschlagsreiche Luftmassen über das Parkgebiet, wo die Niederschläge sich im Sommer als Starkregen abregnen und im Winter heftigen Schneefall bringen. Die Schneemengen zählen zu den höchsten der Welt, wobei die westlichen Winde auch im Winter zu relativ moderaten Temperaturen führen.

## Flora und Fauna
Das raue Klima, die großen Schneemengen und die steilen Berghänge lassen nur in den unteren Talbereichen eine geschlossene Vegetationsdecke zu. In den niedrigsten Parkzonen wächst, bedingt durch die hohen Niederschläge, der einzige Regenwald der gemäßigten Breiten im Binnenland. Der Urwald besteht aus Riesen-Lebensbäumen, Weymouthkiefern und Westamerikanischen Hemlocktannen mit einem dichten Unterwuchs aus Igelkraftwurzen und Farnen. Die tief eingeschnittenen Täler im Inneren des Parks sind dicht mit Engelmann-Fichten und Felsengebirgstannen bewaldet. Die Engelmann-Fichten im Tal des Beaver River sind bis zu 1000 Jahre alt. Die Wälder werden stark durch Lawinenstriche unterbrochen, auf denen im Frühjahr und Sommer üppige Blumenwiesen blühen. Über der Waldgrenze ab 2000 Metern gibt es keine geschlossene Vegetation mehr, sondern nur alpine Pflanzen wie Steinbrechartige. Die meisten Flächen ab dieser Höhe bestehen aus Fels und Gletschern. 
Die Parkverwaltung zählt 54 Säugetier- und 183 Vogelarten innerhalb des Parks. In den Wäldern des Parks leben Schwarzbären, Grizzlys und Vielfraße. Im Tal des Beaver River kommen Biber und Bisamratten vor, außerdem ist hier eine kleine Elchherde zu finden. In den höheren Lagen leben Wald-Karibus, im Felsbereich leben etwa 300 Schneeziegen, dazu Eisgraue Murmeltiere und Pikas sowie Vögel wie Schneehühner und Rosenbauch-Schneegimpel.

## Touristische Einrichtungen
Das Besucherzentrum des Parks befindet sich am Rogers Pass. In der Nähe des Passes liegt auch der ein Kilometer lange Abandoned Rails Trail, an den man alte Bahnanlagen und Lawinenschutzbauten besichtigen kann. Vom Highway aus führen mehrere Wege zu Aussichtspunkten auf Gletscher oder Bahnanlagen. Im Park gibt es drei Campingplätze mit über 90 Stellplätzen, die Glacier Park Lodge am Rogers Pass ist ganzjährig geöffnet. Durch den Park führen zehn Wanderwege, die teils schon zu Beginn des 20. Jahrhunderts von Sportkletterern angelegt wurden. Der American Alpine Club zählt den Park zu den bekanntesten klassischen Kletterregionen Nordamerikas mit Kletterrouten in Fels und Eis in allen Schwierigkeitsgraden.

## Geschichte
Der Glacier-Nationalpark wurde 1886 gleichzeitig mit dem östlich gelegenen Yoho-Nationalpark gegründet. Die Canadian Pacific Railway hatte gerade die erste transkontinentale Verbindung fertiggestellt, die für die junge Nation Kanada von enormer Bedeutung war. Die Bergwelt entlang der Bahnstrecke versprach enormes Potential für den Tourismus, so dass Teile davon als Nationalpark unter Schutz gestellt wurden. Zur Versorgung der Zugreisenden erbaute die Eisenbahngesellschaft das Glacier House, das aber nicht nur Unterkünfte und ein Restaurant bot, sondern bald auch für Touristen ein beliebtes Ziel war. So ist der Park der Geburtsort des Sportkletterns in Nordamerika, als 1888 die britischen Alpinisten William Spotswood Green und Henry Swanzy die ersten Klettertouren im Park unternahmen. 1899 wurden Schweizer Bergführer angeworben, die Wege zu Aussichtspunkten anlegten und den Gästen im Glacier House Kletterunterricht gaben. 
1904 entdeckte der Jäger und Prospektor Charles Deutschmann unweit des Glacier House eine Höhle, die er Nakimu Cave nannte. Der Name kommt aus der Shuswap-Sprache und bedeutet Murrende Geister, weil in der Höhle ständig das Geräusch des fließenden Wassers zu hören ist. Deutschmann verkaufte seine Rechte an der Höhle 1909 an den Staat und wurde als Wächter und Führer angestellt. Damit wurde er zum ersten offiziellen Führer in einem kanadischen Nationalpark. Die Höhle wurde bis auf eine Länge von über 100 Metern durch Brücken und Stege erschlossen und bis in die 1920er Jahre touristisch genutzt, doch mit der Schließung des nahe gelegenen Glacier House ließ das Interesse nach. 1935 wurde die Höhle für die Öffentlichkeit ganz geschlossen. Der Eingang zur Höhle liegt in einem stark von Grizzlybären frequentierten Gebiet, die von Deutschmann angelegten Brücken und Treppen wurden entfernt.
Der für Züge steile Passanstieg und die Lawinengefahr, die zu mehreren Unglücken führte, bewog die Eisenbahngesellschaft zum Bau des über acht Kilometer langen Connaught-Tunnels, der unter dem Rogers Pass entlangführt und 1916 fertiggestellt wurde. 1925 wurde das Glacier House geschlossen, und die touristische Nutzung des Parks ließ stark nach.
Die Fertigstellung des Trans-Canada-Highways 1962 machte den Park zum Ziel für Auto-Touristen. Die Parkverwaltung legte Picknickbereiche, Campingplätze und andere touristische Einrichtungen an. 1971 wurde der Rogers Pass zur National Historic Site erklärt, damit gehören die drei Campingplätze am Rogers Pass zu den wenigen Orten in Kanada, wo Camping in einer National Historic Site erlaubt ist.
Seit 1986 wird der Park durch einen Förderverein, die Friends of Mount Revelstoke und Glacier, unterstützt. Der Verein ist gleichzeitig Förderverein für den Mount-Revelstoke-Nationalpark. Der Verein betreibt am Rogers Pass ein Buch- und Souvenirgeschäft.